# Gerichtsbezirk (Österreich)
Der Gerichtsbezirk umfasst die örtliche Zuständigkeit eines Bezirksgerichtes.
Ein Gerichtsbezirk erstreckt sich meist nicht über mehr als einen politischen Bezirk, ein politischer Bezirk kann mehrere Gerichtsbezirke umfassen.
Angelehnt an diese räumliche Einteilung sind teilweise auch die Außenstellen der Landwirtschaftskammer oder die Politischen Parteien räumlich organisiert.